# Bulbinella rossii
Bulbinella rossii is een soort uit de affodilfamilie. Het is een van de sub-antarctische megaherbs. De soortaanduiding eert de Brits Antarctische verkenner James Clark Ross, die in december 1840 het Campbelleiland bezocht. 

## Beschrijving
De soort is een grote tweehuizige vaste plant, die een hoogte van 1 meter kan bereiken en een basale diameter van 40 millimeter. De donkergroene vlezige leerachtige bladeren zijn tussen de 0,6–1 meter lang en 15-60 millimeter breed. De bloeiwijze is een cilindervormige tros van 600 millimeter lang. De goudgele bloemen zitten dicht op elkaar, 10-14 millimeter in diameter en hebben meestal een oranje blos. De eivormige zaadkapsels zijn 10 millimeter lang en bevatten smal gevleugelde donkerbruine zaden. De plant bloeit van januari tot oktober en draagt vrucht van december tot maart.

## Verspreiding
De soort is endemisch op de tot Nieuw-Zeeland behorende sub-antarctische eilanden zoals de Aucklandeilanden en het Campbelleiland. De soort komt algemeen en wijdverspreid voor vanaf zeeniveau tot op de hoogste toppen van de eilanden. De soort groeit in dichte groepen in open gebieden met kruidachtige vegetatie (herbfield) en graspollen. 

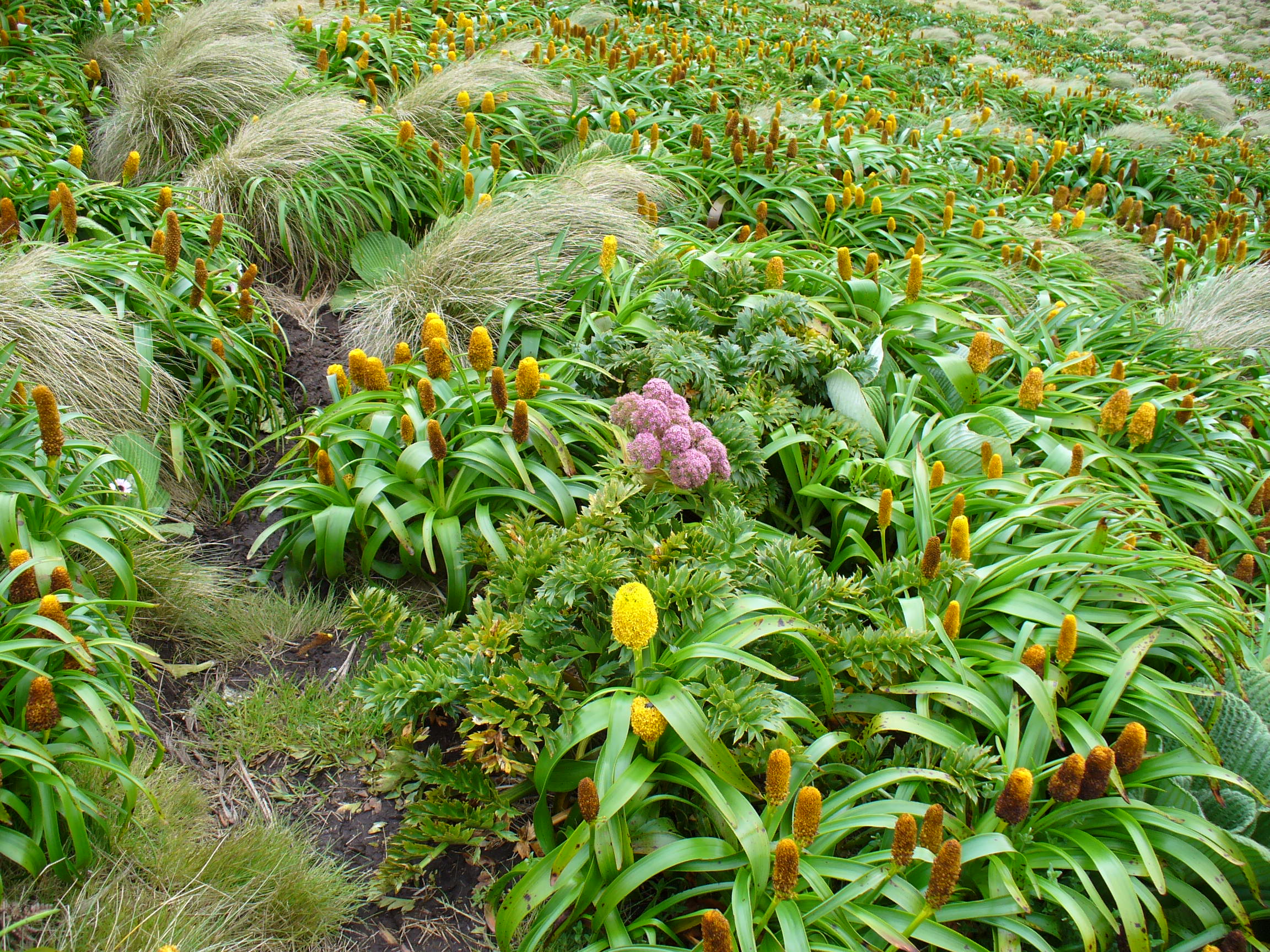
Megaherb-soorten op Campbelleiland met Bulbinella rossii (geel tot oranje bloemen) en Anisotome latifolia (roze bloemen)